# روضه الخیل
روضه الخیل (به لاتین: Rawdat Al Khail) یک منطقهٔ مسکونی در قطر است که در شهرداری دوحه واقع شده‌است. روضه الخیل ۱٫۷ کیلومتر مربع مساحت و ۱۷٬۲۱۹ نفر جمعیت دارد.